# قاضي (إيران)
قاضي (بالفارسية: قاضی) هي منطقة سكنية تقع في إيران في Samalqan District. يقدر عدد سكانها بـ 2,370 نسمة .